# Majdan Wielki (powiat zamojski)
Majdan Wielki – wieś w Polsce, położona w województwie lubelskim, w powiecie zamojskim, w gminie Krasnobród.
W latach 1954–1960 wieś należała i była siedzibą władz gromady Majdan Wielki, po jej zniesieniu w gromadzie Krasnobród. W latach 1975–1998 miejscowość administracyjnie należała do województwa zamojskiego.
Wieś jest sołectwem w gminie Krasnobród. Według Narodowego Spisu Powszechnego z roku 2011 wieś liczyła 922 mieszkańców.
Wierni Kościoła rzymskokatolickiego należą do parafii Nawiedzenia Najświętszej Maryi Panny w Krasnobrodzie.
| SIMC    | Nazwa     | Rodzaj    |
| ------- | --------- | --------- |
| 0891393 | Borki     | część wsi |
| 0891401 | Koniec    | część wsi |
| 0891418 | Podjezior | część wsi |
| 0891424 | Saki      | część wsi |
| 0891430 | Warszawa  | część wsi |
| 0891447 | Zachoiny  | część wsi |
| 0891453 | Zawygon   | część wsi |

Pierwsze wzmianki o wsi pochodzą z XVII wieku.
W latach 1915–1916 na terenie miejscowości znajdowała się stacja linii kolejowej Bełżec – Trawniki o nazwie "Wilhelmstal" (niem. Dolina Wilhelma).
W czasie kampanii wrześniowej, 20 września 1939, oddziały niemieckie dokonały masakry 46 żołnierzy Wojska Polskiego. Ocalało 3 żołnierzy, którzy wydobyli się spod góry zwłok (Tadeusz Nowak, Józef Koszyk, Józef Nycz). Ekshumację przeprowadzono 22 kwietnia 1940, podczas której zidentyfikowano 26 ciał, a 16 nie rozpoznano. Ofiary pochowano w mogile zbiorowej na cmentarzu wojennym w Majdanie Wielkim.
We wsi znajduje się Szkoła Podstawowa im. Kardynała Stefana Wyszyńskiego, kościół filialny pw. św. Brata Alberta Chmielowskiego, Ochotnicza Straż Pożarna, dom pomocy społecznej dla przewlekle psychicznie chorych mężczyzn.
W wyniku przeprowadzonych badań geologicznych udokumentowano na terenie miejscowości złoża borowinowe.